# Louise Labèque
Louise Labèque é uma atriz francesa.

## Carreira
Labèque estudou na escola de drama francesa Cours Florent durante três anos. Certo dia, alguns agentes apareceram na escola e lhe entregaram um cartão para participar de um casting. Em 2018, Labèque estreou no cinema no papel de Tina Dalmerac em Roulez jeunesse, o primeiro filme do diretor Julien Guetta. No mesmo ano, ela interpretou Marion Malinski na comédia-dramática Au bout des doigts dirigida por Ludovic Bernard.
Em 2019 ela interpretou Fanny, uma das protagonistas do filme Zombi Child dirigido por Bertrand Bonello. Por sua atuação no filme, Labèque foi uma das semi-finalistas para concorrer ao Prêmio César de Atriz Revelação, mas acabou não sendo indicada.
Em 2021 e 2022, ela interpretou Lisa Dayan na série de TV En thérapie, criada por Olivier Nakache e Éric Toledano.
Em 2022, Labèque interpretou a protagonista do filme Coma de Bertrand Bonello, sua segunda colaboração com o diretor após Zombi Child.
Seus próximos projetos são os filmes Annie Colère dirigido por Blandine Lenoir, e Toni, en famille dirigido por Nathan Ambrosioni.

## Filmografia

### Cinema
| Ano  | Título             | Papel           | Diretor(a)        | Notas          | Ref(s)             |
| ---- | ------------------ | --------------- | ----------------- | -------------- | ------------------ |
| 2018 | Roulez jeunesse    | Tina Dalmerac   | Julien Guetta     |                | [ 2 ]              |
| 2018 | Au bout des doigts | Marion Malinski | Ludovic Bernard   |                | [ 1 ]              |
| 2019 | Zombi Child        | Fanny           | Bertrand Bonello  |                | [ 2 ]              |
| 2021 | Le Têtard          | Jessie          | Nathalie Lenoir   | Curta-metragem | [ 2 ] [ 19 ] [ 7 ] |
| 2022 | Coma               | Young Girl      | Bertrand Bonello  |                | [ 2 ]              |
| 2022 | Annie Colère       |                 | Blandine Lenoir   |                | [ 1 ]              |
| 2023 | Toni, en famille   |                 | Nathan Ambrosioni |                | [ 1 ]              |

### Televisão
| Ano       | Título      | Papel      | Notas                    |
| --------- | ----------- | ---------- | ------------------------ |
| 2021–2022 | En thérapie | Lisa Dayan | Série de TV; 4 episódios |

## Prêmios e indicações
| Ano  | Prêmiação / Festival | Categoria          | Filme     | Resultado | Ref(s)       |
| ---- | -------------------- | ------------------ | --------- | --------- | ------------ |
| 2021 | Festival Jean-Carmet | Atriz Revelação    | Le Têtard | Indicada  | [ 20 ] [ 7 ] |
| 2022 | Vertigo Film Fest    | Melhor Performance | Le Têtard | Venceu    | [ 21 ]       |